# Digmeout
digmeout（ディグミーアウト）とは、大阪のラジオ局FM802が主催するアーティスト発掘プロジェクトのことである。
和訳すると「私を見つけて」（Dig me out）という意味になる。プロデューサーは谷口純弘。

## 概要
ASIAN KUNG-FU GENERATIONのジャケットの担当中村佑介、minkのジャケットを手がけるenaなど、digmeoutは次々と世に新しいアーティストを送り込み、digmeoutに掲載されることがイラストレーターや美術家など若手クリエイターの登竜門となりつつある。

## 活動
2001年7月には、アーティストたちを広く全国・世界に紹介するアートブック「digmeout」を創刊。7号まで発行（2018年10月現在）。
2002年よりdigmeoutとアパレルショップSPINNSが連動したカフェ、『digmeout CAFE』大阪市西区南堀江につくり、新たな観光スポットとして定着しつつある。
りそな銀行とdigmeoutとの合同プロジェクトは『RESONART』として、カードのデザインをdigmeout出身のアーティストとコラボレーションすることで話題を呼ぶなど、様々な注目を浴びている。
2004年4月から従来の作家発掘、紹介活動に加え、「digmeout FACTORY」として、所属アーティストのエージェント・システムを開始。
2006年9月1日からdigmeout CAFEを西区南堀江から中央区西心斎橋（アメリカ村）に移転リニューアル。「digmeout ART & DINER」として新たな大阪の情報発信基地として始動。
最大のポイントは、アーティストの作品を24時間楽しむことができる「眠らないギャラリー」。
店内は、全55席の「ダイナー」。ランチ、カフェ、ディナー、深夜のバー、そして早朝と「眠らない街」大阪ミナミのホットスポットとして、そして在阪クリエイターたちの情報交換の場所として様々なシーンを演出している。
2008年3月から「ARTIST EVERYDAY」と称する、オンライン・オーディション・プロジェクトを開始。
投稿される作品に対し、スタッフ3名が持ち回りでコメントを行う。
投稿者のうち、スタッフ間の合意を得た作者には、所属アーティスト登録へのチャンスが与えられる。
2011年5月4日、JR大阪駅ノースゲートビルディングのJR大阪三越伊勢丹に、アートギャラリー『DMOARTS』が開業、若手アーティストの作品を中心に展示を行っている。2014年8月6日に阪急うめだ本店10階、2015年4月2日にルクア1100地下1階に移転。2017年4月26日にルクア1100 7階に移転。